# Märkduk

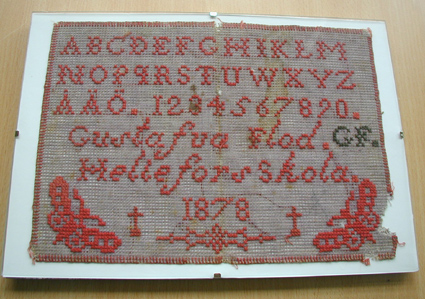
Gustava Flods märkduk i korsstygn från 1878 finns nu anslagen i Malingsbo, Dalarna.

Märkdukar är ett tygstycke broderat med kompositioner av alfabetet, siffror kompletterat med olika mönsterfigurer, som träning och bevis på kunnighet i broderikonsten. 
Märkdukarnas uppkomsttid är okänd, de äldsta kända härstammar från slutet av 1500-talet. Från slutet av 1500-talet utgavs även mönsterböcker vars motiv ofta återfinns på märkdukarna. De äldsta märkdukarna från 1500- och 1600-talet är avlånga och avsedda att förvaras rullade, inte att monteras i ramar som senare tiders, och fungerade troligen som mönsterförlagor.
De äldsta märkdukarna tillverkas av linnetyg, men ersattes efterhand av yllekanvas. I Tyskland förekom dock både ylle och lin som underlag för märkdukar ännu under 1800-talet. I Storbritannien slog yllegrunden igenom på 1730-talet, i Sverige början av 1700-talet. Garnet var under 1700-talet löstvinnat silke, ibland av lingarn. Vid slutet av 1700-talet övergick man till hårdtvinnat silke, vilket snart blev allenarådande.
I olika länder har man föredragit olika broderisätt. I England av Holbeinstygn typiska, en variant av dessa så kallad myrgång användes i de svenska märkdukarna för alfabet och initialer. I Danmark användes ofta "drottningesting" eller "hulsting" och en stjärnbård av klostersöm. Petit point var vanligt till motiven i 1700-talets märkdukar. I rutorna med bottenmönster användes ofta varierande broderisätt bland annat dubbla korsstygn, rokokostygn och klostersöm.
Under 1800-talet då kvaliteten på märkdukarna sjönk och de oftare tillverkades av mycket unga flickor blev enkla korsstygn vanliga; ofta syddes korsstygnen i rader med understygnen först och de övre sedan vilket uteslöt möjlighet till schattering av mönstret.